# Азмана
Азмана (груз. აზმანა) — село в Грузії.
За даними перепису населення 2014 року в селі проживає 205 осіб.